# Andreas Steenberg
Andreas Raaby Steenberg (født Frost Steenberg 22. juli 1983 i Randers) er tidligere medlem af Folketinget for Radikale Venstre. Han blev valgt til Folketinget ved valget i 2011 og blev herefter partiets ordfører for erhverv, trafik og landdistrikt samt fra 2013 it- og teleordfører. Ved valget i 2022 opnåede Steenberg ikke genvalg til Folketinget. Andreas Steenberg er kandidat i statskundskab fra Aarhus Universitet (2011), og har arbejdet som gymnasielærer på Herning Gymnasium siden 2011.
Andreas Steenberg fik ved folketingsvalget i 2011 2.341 personlige stemmer, og fik dermed Radikale Venstres eneste mandat i Vestjyllands Storkreds. Andreas Steenberg blev valgt ind i regionsrådet i Region Midtjylland ved regionsrådsvalget 17. november 2009 med 1461 personlige stemmer. Andreas Steenberg var medlem af forretningsudvalget i regionsrådet, men udtrådte af regionsrådet da han blev valgt til Folketinget. Kurt H. Jørgensen afløste Andreas Steenberg i regionsrådet.
Andreas Steenberg har været aktiv i Radikal Ungdom og Radikale Venstre siden 2002. Fra oktober 2006 til oktober 2008 var han landsformand for Radikal Ungdom, forinden havde han været næstformand, medlem af forretningsudvalg, ordfører for erhverv og skat og medstifter af lokalafdelingen af Radikal Ungdom i Hobro/Randers.
Siden 2005 har Andreas Steenberg været medlem af Radikale Venstres hovedbestyrelse, og medlem af forretningsudvalget fra 2006-2010. Andreas Steenberg er partiets folketingskandidat i Herning Nord- og Sydkredsene samt Skive.